# Schienenverkehr auf Réunion
| Depot Grande Chaloupe mit Triebwagen der Serie Z und Dampflokomotive 030T von Schneider (Oktober 2010) |                     |                             |                             |
| Streckenlänge: | 124 km              |                             |                             |
| Spurweite: | 1000 mm (Meterspur) |                             |                             |
| |                     |                             |                             |
| \| \| 50 \| St. Benoît \| St. Benoît \| \| \| \| \| \| \| \| \| St. André \| \| \| \| \| St. Suzanne \| \| \| \| \| St. Marie \| \| \| \| \| Ravine du Chaudron \| \| \| \| \| Ravine des Patates à Durand \| \| \| \| 0 \| St. Denis \| St. Denis \| \| \| \| 3800 m \| \| \| \| \| La Montagne \| \| \| \| \| 4100 m \| \| \| \| \| La Grande Chaloupe Depot \| \| \| \| \| 4600 m \| \| \| \| \| La Possession \| \| \| \| \| Le Port \| \| \| \| \| \| \| \| \| \| St. Paul \| \| \| \| \| St. Leu \| \| \| \| \| L’Étang-Salé \| \| \| \| 80 \| St. Pierre \| St. Pierre \| |                     |                             |                             |
| Kopfbahnhof Streckenanfang (Strecke außer Betrieb) | 50                  | St. Benoît                  | St. Benoît                  |
| Brücke über Wasserlauf (Strecke außer Betrieb) |                     |                             |                             |
| Bahnhof (Strecke außer Betrieb) |                     | St. André                   | St. André                   |
| Haltepunkt / Haltestelle (Strecke außer Betrieb) |                     | St. Suzanne                 | St. Suzanne                 |
| Haltepunkt / Haltestelle (Strecke außer Betrieb) |                     | St. Marie                   | St. Marie                   |
| Brücke über Wasserlauf (Strecke außer Betrieb) |                     | Ravine du Chaudron          | Ravine du Chaudron          |
| Brücke über Wasserlauf (Strecke außer Betrieb) |                     | Ravine des Patates à Durand | Ravine des Patates à Durand |
| Bahnhof (Strecke außer Betrieb) | 0                   | St. Denis                   | St. Denis                   |
| Tunnel (Strecke außer Betrieb) |                     | 3800 m                      | 3800 m                      |
| Haltepunkt / Haltestelle (Strecke außer Betrieb) |                     | La Montagne                 | La Montagne                 |
| Tunnel (Strecke außer Betrieb) |                     | 4100 m                      | 4100 m                      |
| Kopfbahnhof Strecke bis hier außer Betrieb |                     | La Grande Chaloupe Depot    | La Grande Chaloupe Depot    |
| Tunnel |                     | 4600 m                      | 4600 m                      |
| Haltepunkt / Haltestelle Strecke ab hier außer Betrieb |                     | La Possession               | La Possession               |
| Bahnhof (Strecke außer Betrieb) |                     | Le Port                     | Le Port                     |
| Brücke über Wasserlauf (Strecke außer Betrieb) |                     |                             |                             |
| Bahnhof (Strecke außer Betrieb) |                     | St. Paul                    | St. Paul                    |
| Bahnhof (Strecke außer Betrieb) |                     | St. Leu                     | St. Leu                     |
| Haltepunkt / Haltestelle (Strecke außer Betrieb) |                     | L’Étang-Salé                | L’Étang-Salé                |
| Kopfbahnhof Streckenende (Strecke außer Betrieb) | 80                  | St. Pierre                  | St. Pierre                  |

Der Schienenpersonenverkehr auf Réunion wurde von 1882 bis 1963 auf zwei Strecken in Meterspur betrieben und zugunsten des Individualverkehrs aufgegeben. Seit 2004 gibt es eine Initiative für die Wiederbelebung von Teilen der 124 Streckenkilometer.

## Geschichte
Bereits seit 1858 gab es Bestrebungen, die wichtigsten Städte im Norden, Nordosten und Südwesten der Insel mit einer Eisenbahn zu verbinden. Federführend hierbei war Hubert Delisle (1811–1881), der 1852 unter Napoleon III. Gouverneur der Insel geworden war und auch andere bedeutende Verbesserungen der Verkehrsinfrastruktur einführte.
Ziel der Planung war die wirtschaftliche Entwicklung, insbesondere der Transport von Zuckerrohr. Nach ersten Kostenschätzungen von über neun Millionen Franc wurde der Plan zunächst aufgegeben. Von Anfang an wurde der Bau entlang der Küste in zwei Teile geteilt. Von der Hauptstadt St.-Denis aus führte die 50 km lange Strecke nach Saint-Benoît ostwärts, die 80-km-Strecke nach St.-Pierre in den Westen und Südwesten der Insel.

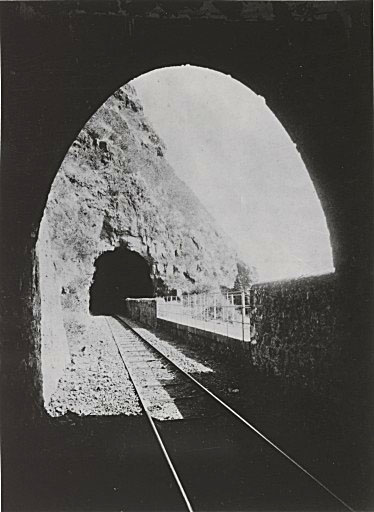
Tunnel Saint-Denis (um 1890)
La Grande Chaloupe (um 1905)
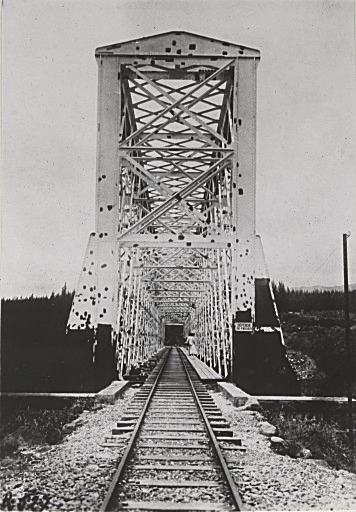
Brücke (um 1885)
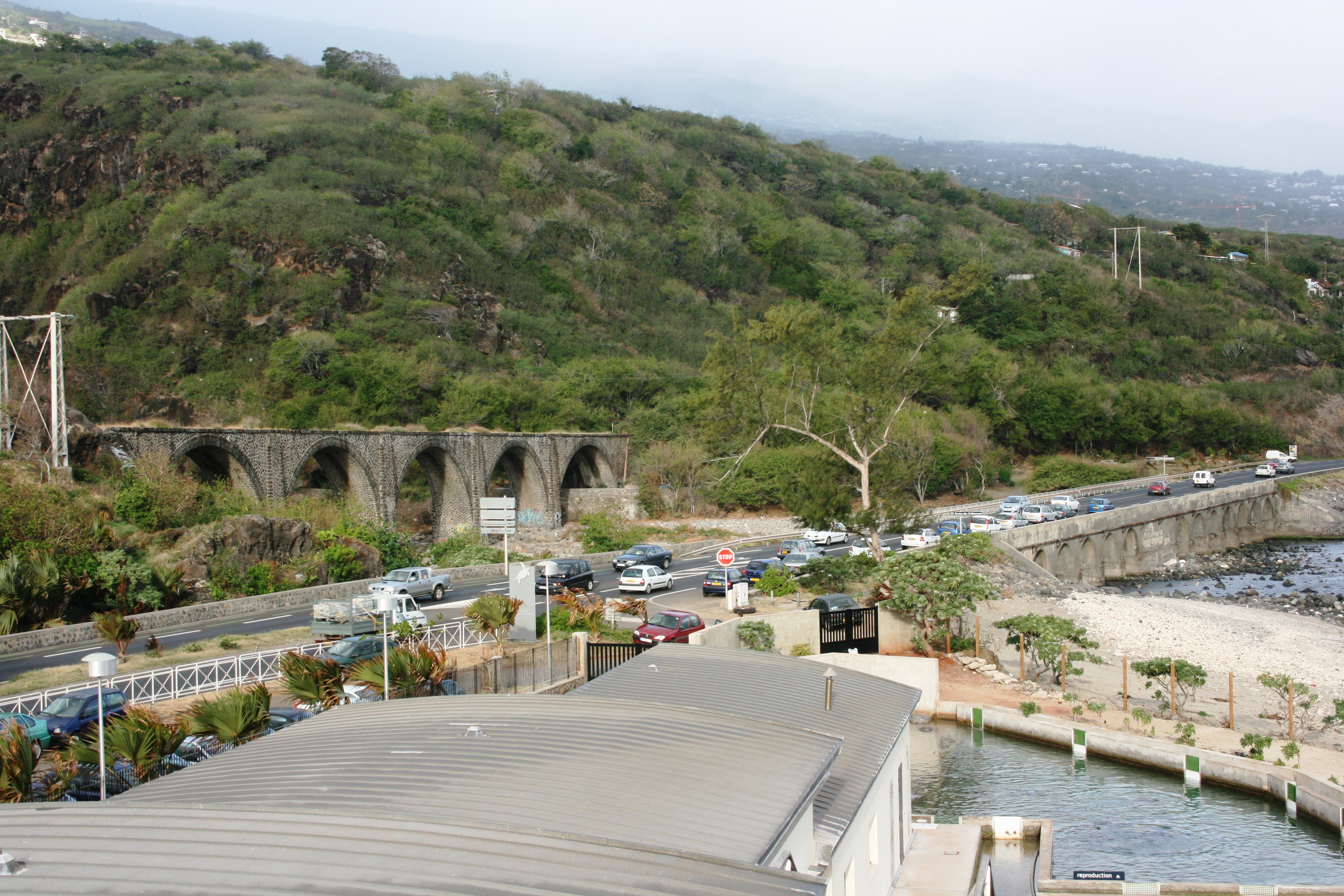
Ehemalige Bahnbrücke am Ausgang der Schlucht „Ravine des Colimaçons“

Die zerklüftete geologische Gestalt der Insel machte für die 124 km lange Strecke den Bau von über 50 Brücken, Dutzende von Durchlässen und von vier Tunneln mit insgesamt etwa zwölf Kilometern Länge erforderlich. Zur damaligen Zeit war dies der drittlängste Tunnel der Welt. Impulsgeber war jetzt der Gouverneur von Neu-Kaledonien, Léopold Pallu de la Barrière, der auch für die Vergrößerung des Hafens von La Réunion verantwortlich war, sowie der Ingenieur Gaston Lavalley.
Im Februar 1875 wurde mit dem Kauf von Grundstücken begonnen, im Juni wurde die Konzession zum Bau erteilt. 1876 wurden die Detailpläne für den Hafenanschluss ausgearbeitet, 1878 die Eisenbahngesellschaft Chemin de Fer et du Port de La Réunion (CFR, in anderen Quellen CPR) gegründet sowie die Geschäftsordnung für sie verabschiedet. Die Einweihung fand am 11. und 12. Februar 1882 unter Anwesenheit des Gouverneurs der Insel, Pierre Étienne Cuinier, statt. Wegen wirtschaftlicher Schwierigkeiten und der Androhung, das Unternehmen zum 1. Januar 1888 einzustellen, übernahm der französische Staat das Unternehmen.
Die ersten neun Lokomotiven kamen von der Firma Schneider & Cie., heute Schneider Electric in Le Creusot, die Fahrzeuge wurden im Auftrag der Bahngesellschaft CPR gebaut. Die Maschinen sind wahrscheinlich die letzten Loks, die von Schneider produziert worden sind und stehen seit 1984 unter Denkmalschutz.
Bereits vor 1940 wurden die ersten Diesellokomotiven erworben, und nach dem Krieg wurden die Dampflokomotiven ersetzt. Der Fachverlag Jane’s gab 1969 den Triebfahrzeugbestand mit zehn Triebwagen, zehn Beiwagen und vier Diesellokomotiven an. Der Personenverkehr wurde bereits seit den 1950er Jahren ausschließlich mit Triebwagen durchgeführt. Im Jahr 1971 waren die Dieseltriebwagen ZM 9 und ZM 11 mit den zugehörigen Beiwagen ZR 9 und ZR 11 noch vorhanden. Zu jenem Zeitpunkt waren sie nur noch für einen Einsatz bei Unpassierbarkeit der Küstenstraße bestimmt.
1957 wurde der Südabschnitt von Le Port nach Saint-Pierre, 1963 die Strecke von Saint-Denis nach Saint-Benoît stillgelegt. Der letzte Streckenabschnitt für den Güterverkehr zwischen Saint-Denis und La Possession wurde 1976 geschlossen.

## Planungen

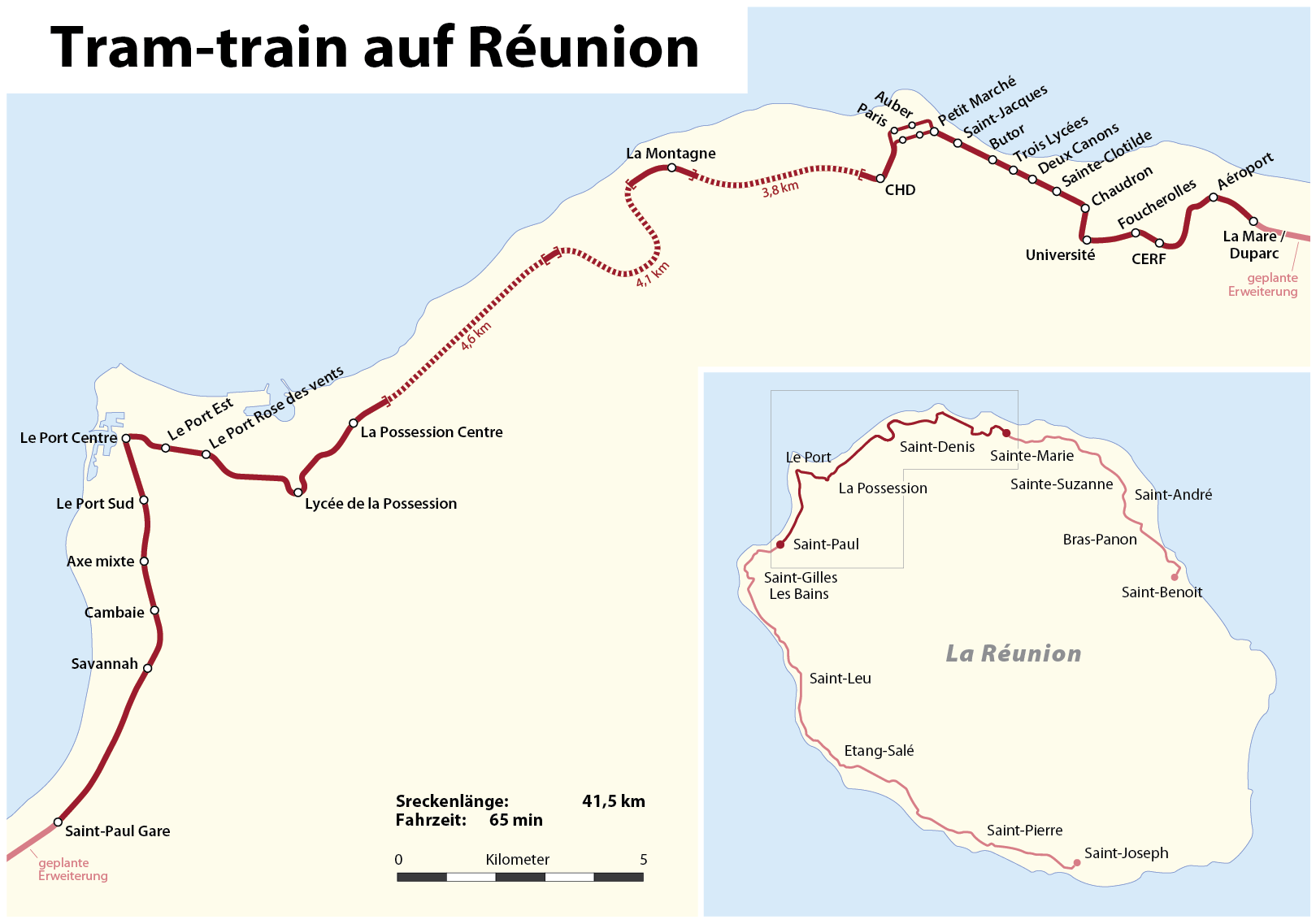
Geplantes Streckennetz

Das 1,6 Milliarden Euro teure Projekt zur Erneuerung der Bahnstrecken wurde im Jahr 2010 wieder aufgegeben, nachdem es einen Wechsel der Regionalregierung gab. Nun soll ein leistungsfähiges Busnetz aufgebaut werden.
Die Strecke hätte Teile der aufgegebenen, aber größtenteils noch vorhandenen und unbebauten Strecke mitbenutzt. Die 38 Kilometer lange Strecke hätte zunächst den Flughafen im Nordosten mit der Innenstadt der Hauptstadt und Saint-Paul im Westen der Insel verbinden sollen. 25 Kilometer davon hätten Neubaustrecke mit Straßenbahn-Charakter sein sollen. Der Betrieb hätte von der Regionalen Entwicklungsgesellschaft SR21, die zu 64 % im Besitz der Inselverwaltung ist, sichergestellt werden sollen. Die geplanten 30 Fahrzeuge von Bombardier hätten 40 Meter lang sein und 250 Fahrgäste fassen sollen. Die Eröffnung der ersten Teilstrecke mit 25 Haltestellen war für 2013 vorgesehen. Für diese Teilstrecke belief sich die Kostenplanung auf 1,6 Milliarden Euro.
Die Regierung der Insel Réunion hatte das nachhaltige Entwicklungsprogramm „Gerri 2030“ (Grenelle de l’Environnement à la Réunion Réussir l’Innovation) beschlossen, das die starke Bevölkerungszunahme, die noch höhere Zahl von Neuzulassungen von Kraftfahrzeugen und weitere in den Naturhaushalt eingreifende Faktoren, in Einklang mit der noch weitestgehend intakten Ökologie, berücksichtigte. Dazu gehörte auch die Verkehrsinfrastruktur. 

Teile des in den 2010ern großzügig gebauten Straßensystems sind in den 2020ern bereits wieder überlastet.

## Museumsbetrieb
Von Privatleuten wurde einige Jahre lang unter der Bezeichnung Ti Train de la Grande Chaloupe auf einem etwa 4 km langen Teilstück zwischen den Bahnhöfen Grande Chaloupe und La Possesion mit einem Billard-Triebwagen noch ein Museumsbetrieb aufrechterhalten. Seit etwa 2013 ist auch dieser eingestellt. 2016 erhielt die Betreibervereinigung 150.000 Euro, um Strecke und Fahrzeug zum nationalen Denkmaltag im September 2016 wieder in Betrieb zu setzen.

## Rollmaterial

### Dampflokomotiven
Im Laufe der Jahre wurden insgesamt 50 Dampflokomotiven eingesetzt:
37 0-6-0T und 0-6-2T und 13 Mallets, davon wurden einige nach dem Zweiten Weltkrieg gebraucht in Frankreich erworben.
| Klasse nach Whyte | Franz.Klasse | Fabrikant       | Nr.               | Jahr      | Gewicht | Anmerkung                                |
| ----------------- | ------------ | --------------- | ----------------- | --------- | ------- | ---------------------------------------- |
| 0-6-0T            | 030T         | Schneider       | 1–8               | 1878–1881 | 15,0 t  |                                          |
| 0-6-0T            | 030T         | Schneider       | 9                 | 1893      | 15,0 t  |                                          |
| 0-6-0T            | 030T         | Weidknecht      | 10–12             | 1900      | 12,5 t  |                                          |
| 0-6-0T            | 030T         | Decauville      | 13–16             | 1913      | 16,1 t  |                                          |
| 0-6-0T            | 030T         | Decauville      | 17–19             | 1920      | 16,1 t  |                                          |
| 0-6-0T            | 030T         | SACM            | 21–25             | 1883      | 15,0 t  |                                          |
| 0-6-0T            | 030T         | Blanc-Misseron  | 26–27             | 1901      | 19,6 t  | 1941 ex Chemin de fer du Blanc-Argent    |
| 0-4-4-0T          | 0220T        | Focquet         | 30–31             | 1921      | 22,0 t  |                                          |
| 0-4-4-0T          | 0220T        | Couthon         | 33                | 1910      | 22,0 t  |                                          |
| 0-4-4-0T          | 0220T        | Thiriau         | 40–43             | 1922      | 22,0 t  |                                          |
| 0-4-4-0T          | 0220T        | Thiriau         | 44–46             | 1927      | 22,0 t  |                                          |
| 0-4-4-0T          | 0220T        | Haine-St-Pierre | 47–48             | 1931      | 22,0 t  |                                          |
| 0-4-4-0T          | 0220T        | Haine-St-Pierre | 49                | 1933      | 22,0 t  |                                          |
| 0-6-0T            | 030T         | Corpet-Louvet   | 58                | 1909      | 15,0 t  | 1949 ex TIV = Tramways d’Ille-et-Vilaine |
| 0-6-0T            | 030T         | Corpet-Louvet   | 63                | 1903      | 15,0 t  | 1949 ex TIV                              |
| 0-6-2T            | 031T         | Corpet-Louvet   | 70-71             | 1908      | 21,0 t  | 1949 ex TIV                              |
| 0-6-0T            | 030T         | Corpet-Louvet   | 74                | 1909      | 15,0 t  | 1949 ex TIV                              |
| 0-6-2T            | 031T         | Corpet-Louvet   | 76, 80, 82–84, 87 | 1910–1914 | 21,0 t  | 1949 ex TIV                              |

Die Lokomotive Nr. 8 ist in Saint-Denis im Freien als Denkmal ausgestellt.

### Diesellokomotiven
Zwei von Brissonneau et Lotz gebaute Maschinen wurden bereits vor 1940 angeschafft. 1969 waren laut „Jane’s“ vier Diesellokomotiven vorhanden.

### Dieseltriebwagen
1937 erhielt die Bahn einen dieselelektrischen Triebwagen von Brissonneau et Lotz, um 1952 zweiachsige Triebwagen sowie Beiwagen von Floirat. Die 1959 angeschafften vierachsigen Triebwagen ZM 9-11 und deren Beiwagen ZR 9-11 stammten von Billard. Die Serie Z 9-11 war unterhalb der Fenster rot, das Fensterband und das Dach waren zunächst cremefarben lackiert.